# Джемсон, Роберт
Ро́берт Дже́мсон (англ. Robert Jameson; июль 1774, Лейт, — 19 апреля 1854, Эдинбург) — шотландский минералог и геолог.

## Жизнь
В Эдинбургском университете изучал медицину, ботанику, химию и естествознание, затем был ассистентом по медицине у Джона Чейна. В 1793 году, находясь под влиянием историка естествознания Джона Уолкера (1731—1803), он переключился на минералогию и геологию. Как ассистенту Уолкера ему поручили руководство университетским музеем. Он дополнил коллекцию по естествознанию своего университета находками с Гебридских, Оркнейских и Шетландских островов.
С 1800 по 1801 год он провёл в горной академии Фрайберга в Саксонии, где работал под руководством Абраама Готлоб Вернера. В 1803 году он последовал за Уолкером в качестве профессора естествознания в университете Эдинбурга.
Джемсон был двоюродным дедом британского колониального политика сэра Линдера Старр Джемсона.

## Заслуги
Джемсон стал первым известным представителем так называемого нептунизма или вернизма в Шотландии, занимал с 1804 года и до своей смерти пост президента Вернерианского общества естественной истории. В 1819 году вместе с сэром Дэвидом Брюстером (1781—1868) он основал журнал The Edinburgh Philosophical Journal , став в 1824 году единственным издателем. Его частная коллекция минералов до сих пор является основным компонентом собрания Королевского шотландского музея.

## Труды
- Mineralogy of the Scottish Isles (1800)
- A System of Mineralogy (1804, 1808; 3 Auflagen)
- Elements of Geognosy (1809)
- Manual of Mineralogy (1821)